# Historia filozofii (podręcznik)
Historia filozofii (ros. История философии) – radziecki trzytomowy podręcznik akademicki do nauki historii filozofii, napisany przez grupę autorów na czele z Gieorgijem Aleksandrowem i wyróżniony Nagrodą Stalinowską. Został wydany przez Politizdat w ZSRR w latach 1940—1942 i był uważany za wartościowe syntetyczne dzieło, które pomaga przyswoić sobie spuściznę filozoficzną, stanowi pomoc w studiowaniu myśli filozoficznej przeszłości i teraźniejszości. Ukazanie się Historii filozofii było dużym wydarzeniem w ówczesnym życiu filozoficznym Związku Radzieckiego. Podręcznik obejmował okres od starożytności do pierwszej połowy XIX wieku i cieszył się wielką popularnością wśród studentów Moskiewskiego Uniwersytetu Państwowego im. M.W. Łomonosowa, którzy nadali mu slangową nazwę „szary koń” (ros. серая лошадь) . Autorami książki byli również Walentin Asmus, Michaił Dynnik i in. 

## Przekłady na język polski
- Historia filozofii. T. 1, Filozofia starożytna i średniowieczna / [pod red. G. F. Aleksandrowa et al. ; tł. Aleksander Neyman, Roman Korab-Żebryk, Bogdan Kupis]. (Wiele wydań)
- Historia filozofii. G.F.Aleksandrow [i in.] ; tł. [z ros.] Stanisław Nowakowski [i in.]. T. 2: Filozofia XV-XVIII w. Warszawa: Książka i Wiedza, 1962. Brak numerów stron w książce
- Historia Filozofii. G. F. Aleksandrow, B. E. Bychowski i inni. T. II: Filozofia XV - XVIII w.. Warszawa: Książka i Wiedza, 1964. Brak numerów stron w książce 519, [1] s., [28] k. tabl. : il. ; 23 cm.
- Historia filozofii. T. 3, Filozofia pierwszej połowy XIX wieku / [G. F. Aleksandrow et al. ; przeł. Stanisław Macheta et al.] (Wiele wydań)